# Пичер (Оклахома)
Пичер (енгл. Picher) град је у америчкој савезној држави Оклахома.

## Демографија
По попису из 2010. године број становника је 20, што је 1.62 (-98,8%) становника мање него 2000. године.
| Група             | 2000.         | 2010.      |
| Белци             | 1.254 (76,5%) | 14 (70,0%) |
| Афроамериканци    | 0 (0,0%)      | 0 (0,0%)   |
| Азијати           | 2 (0,1%)      | 0 (0,0%)   |
| Хиспаноамериканци | 23 (1,4%)     | 0 (0,0%)   |
| Укупно            | 1.640         | 20         |